# Kieve
Kieve település Németországban, Mecklenburg-Elő-Pomeránia tartományban. Lakosainak száma 141 fő (2023. december 31.).

## Népesség
A település népességének változása:
| Lakosok száma | 127  | 137  | 142  | 145  | 141  |
|               | 2017 | 2019 | 2021 | 2022 | 2023 |